# 누진붕괴

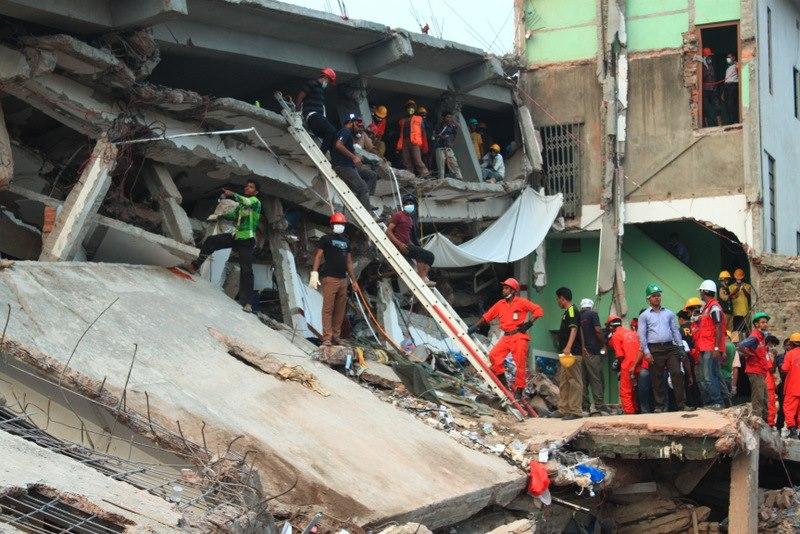
2013년 사바르 건물 붕괴 사고 당시 붕괴 현장. 무너진 건축물의 잔해가 층층히 쌓여 있는 전형적인 누진붕괴의 양상을 보인다.

누진붕괴(累進崩壞, Progressive collapse) 혹은 누진파괴란 건축물의 주요 부위가 파괴되어 인접한 구조물의 부위가 연달아 파괴되고 이 때문에 추가적인 구조 파괴가 일어나는 과정을 뜻한다. 건물의 아래층이나 기초에서 하중을 지탱하는 부위가 손상되어 최상층이 아래층을 향해 수직으로 붕괴되는 종류의 누진붕괴를 보고 팬케이크가 여러 장 포개져 있는 모양과 비슷해서 팬케이크 붕괴(Pancake Collapse)라고 부른다.
누진붕괴는 설계 결함, 화재, 한계치 이상의 과부하, 자재 손상 혹은 자연현상(침식, 바람, 지진 등) 같은 이유로 우발적으로 발생할 수 있다. 또한 폭파 해체 같은 파괴공법 혹은 테러, 전쟁 등으로 고의로 일어날 수 있다.

## 특성
팬케이크 붕괴는 건물이 수직으로 붕괴되면서 각 층이 차곡차곡 쌓여 무너지는 특성을 보이는데, 이 때문에 건물 잔해의 빈공간이 거의 만들어지지 않아 인명 피해가 발생할 시 생존 가능성이 매우 낮아지고 구조도 어려워진다. 또한 모든 층이 땅과 거의 수평을 이룬 채 그대로 떨어지는 경향이 있어서 무게가 수직으로 쌓여 붕괴가 진행될수록 더 많은 무게와 압력이 축적된다는 특성도 있다.

## 대표적 예시
- 1902년 7월 14일, 이탈리아 베네치아에 있는 98 m 높이의 석조 건축물인 산마르코의 종탑의 북쪽 내력벽이 떨어져 나가기 시작하면서 완전히 붕괴되었다. 붕괴 원인은 700년간 화재, 지진, 응력 재배분 등 구조물이 지속적인 마모를 겪으며 일어난 건축물 파괴로 가장 큰 요인은 건축물에 사용한 목재가 건조되며 수축하는 가운데 종이 앞뒤로 계속 흔들리고, 크리프 현상으로 건축물이 조금씩 이동한 것이다. 종탑 관리인이 기르던 고양이 1마리 이외에는 인명 피해가 없었다.[5]
- 1995년 6월 29일, 대한민국 서울에서 5층짜리 삼풍백화점이 붕괴되는 사고가 발생했다. 삼풍백화점은 에스컬레이터 설치를 위해 저충부의 내력기둥을 여러 개 철거했고, 이 때 발생한 구조적인 지지력 부족이 몇년 후 철거된 기둥 위 옥상 위에 무거운 에어컨을 추가하면서 더욱 악화되었다. 이 때문에 에어컨과 가장 가까운 내력기둥이 붕괴되면서 인근 기둥으로 하중이 몰렸고 기둥 붕괴가 연쇄적으로 일어나며 팬케이크 붕괴 현상이 일어났다.[6][7] 삼풍백화점 붕괴로 502명이 사망, 937명의 부상자가 발생했다.[8]
- 2001년 9월 11일, 미국 뉴욕의 세계 무역 센터 1, 2, 7번 건물이 테러 공격과 그에 따른 화재로 붕괴되었다. 미국 국립표준기술연구소(NIST)가 3년간 조사한 결과 화재로 강철 구조가 약해져 다리처럼 긴 바닥 부분(트러스)이 점차 아래로 처졌다고 분석했다. 이렇게 처진 트러스는 건물 외벽을 밖에서 안으로 끌어당기는 인장력으로 작용했다. 벽을 향해 계속 안으로 잡아당겨지는 힘이 세지면서 결국 남쪽 타워의 외부 기둥과 북쪽 타워의 내부 기둥이 구부러지고 접히면서 붕괴가 시작되었다.[9] 쌍둥이 빌딩을 덮친 비행기 2기에 탄 탑승객과 승무원 157명을 포함해 총 2,752명이 건물 안에서 사망했으며, 쌍둥이 빌딩의 붕괴로 튄 파편이 7 세계 무역 센터를 덮쳐 화재를 일으켰다. 두 건물 모두 철골 구조로 건설되었는데, NIST와 FEMA의 연구 결과 소위 '팬케이크 붕괴'라고 부르는 바닥의 누진붕괴가 붕괴가 시작된 이유는 아니지만, 붕괴가 시작되고 나서 그 다음 건물이 완전히 무너지는 과정은 팬케이크 붕괴 형태라고 결론내렸다.[10][11]
- 2005년 2월 12일, 에스파냐 마드리드에 있는 28층 높이 윈저 타워에서 건물 상부 11개 층이 붕괴되는 사고가 발생했다. 이 건물은 내부 코어가 철근 콘크리트이고 외부는 전형적인 철골 프레임인 건축물이었는데 16층과 17층 사이에는 격벽 역할을 하면서 상부 11개 층의 철골을 지지하도록 설계된 약 2 m 높이의 콘크리트 전이층이 있었다. 당시 21층에서 화재가 발생했는데 사무실 화재가 5시간이 지나자 콘크리트 코어가 더 이상 휘어진 철골 구조를 지지할 수 없었다. 이 때문에 상부의 11개 층이 전이층으로 완전히 붕괴했다. 사망한 사람은 없었다.[12]
- 2013년 4월 24일, 방글라데시 다카의 8층 높이 "라나 플라자" 건물이 완전히 붕괴되는 사고가 발생했다. 이 건물은 원래 가벼운 하중을 받는 상점이나 사무실이 입점하도록 설계되었으나 건물 상층부에 무거운 의류 제조 장비가 갖춰진 공장으로 증축되었다. 의류 제조 장비는 위아래로 바늘을 흔들리게 하는 탬핑 레머가 있었는데 작동 과정에서 진동이 심했고 이 진동이 건물의 프레임에 그대로 전달되었다. 표준 이하의 건축자재 사용과 설계 하중 이상의 무거운 장비와 사람들이 몰리면서 생긴 과부하가 합쳐져 건물의 주요부위가 약화되고 붕괴되었다. 균열이 나타난 지 하루가 되어서야 완전히 붕괴되었는데, 균열은 건물 전체의 주요 부위가 파괴되어 주변 요소로 하중이 쏠리기 시작했다는 의미였으며 하중을 이기지 못해 팬케이크 붕괴가 일어났다.[13][14][15]
- 2017년 1월 19일, 이란 테헤란의 고층 건물인 플라스코 빌딩에서 화재가 발생해 붕괴되었다. 화재는 8층에서 시작되었으며 약 200명의 소방관이 현장에 도착해 소화 작업을 진행하던 도중 누진붕괴가 발생했다. 붕괴가 곧장 아래를 향해 일어났기 때문에 팬케이크 유형 붕괴로 추정된다.[16] 건물의 붕괴 양상은 9.11 테러 당시 세계 무역 센터의 붕괴와 비슷하다.[17] 이 붕괴로 소방관 16명과 민간인 10명이 사망했다.[18]
- 2021년 6월 24일, 미국 플로리다주 서프사이드에 있는 12층짜리 서프사이드 콘도미니엄 건물이 갑자기 붕괴되어 98명이 사망했다.[19] 건물 붕괴 원인에 대해서는 여러 설이 존재하나, 가장 대표적인 설은 바닷가의 소금기 가득한 물이 건물 기둥을 약화시켜 아래층부터 붕괴하는 팬케이크 현상을 일으켰다는 설이다.[20]

## 같이 보기
- 적용요소법 (AEM)
- 구조저항성
- 구조 보전과 파괴
- 캐스캐이딩 현상